# Mistrzostwa Europy w Pływaniu na krótkim basenie 2003
11. Mistrzostwa Europy w pływaniu na krótkim basenie odbyły się w Dublinie w Irlandii, w dniach 11-14 grudnia 2003 roku.

## Rezultaty mężczyzn

### 50 m stylem dowolnym
| Medal | Zawodnik            | Państwo         | Czas  |
| ----- | ------------------- | --------------- | ----- |
|       | Mark Foster         | Wielka Brytania | 21,42 |
|       | Milorad Čavić       | Serbia          | 21,49 |
|       | Bartosz Kizierowski | Polska          | 21,54 |
| 4     | Stefan Nystrand     | Szwecja         | 21,57 |
| 5     | Julien Sicot        | Francja         | 21,82 |
| 6     | Carsten Dehmlow     | Niemcy          | 21,88 |
| 7     | Johan Kenkhuis      | Holandia        | 21,89 |
| 8     | Mark Veens          | Holandia        | 21,98 |

### 100 m stylem dowolnym
| Medal | Zawodnik                  | Państwo  | Czas  |
| ----- | ------------------------- | -------- | ----- |
|       | Pieter van den Hoogenband | Holandia | 46,81 |
|       | Filippo Magnini           | Włochy   | 47,32 |
|       | Christian Galenda         | Włochy   | 47,77 |
| 4     | Andriej Kaprałow          | Rosja    | 47,85 |
| 5     | Jurij Jehoszyn            | Ukraina  | 47,95 |
| 6     | Dienis Pimankow           | Rosja    | 48,07 |
| 7     | Bartosz Kizierowski       | Polska   | 48,25 |
| 8     | Attila Zubor              | Węgry    | 48,46 |

### 200 m stylem dowolnym
| Medal | Zawodnik                  | Państwo         | Czas    |
| ----- | ------------------------- | --------------- | ------- |
|       | Pieter van den Hoogenband | Holandia        | 1:41,89 |
|       | Květoslav Svoboda         | Czechy          | 1:44,56 |
|       | Saulius Binevičius        | Litwa           | 1:45,09 |
| 4     | Stefan Herbst             | Niemcy          | 1:45,16 |
| 5     | Jurij Priłukow            | Rosja           | 1:45,18 |
| 6     | Simon Burnett             | Wielka Brytania | 1:45,24 |
| 7     | Romāns Miloslavskis       | Łotwa           | 1:45,38 |
| 8     | Filippo Magnini           | Włochy          | 1:45,58 |

### 400 m stylem dowolnym
| Medal                 | Zawodnik           | Państwo         | Czas    |
| --------------------- | ------------------ | --------------- | ------- |
|                       | Jurij Priłukow     | Rosja           | 3:40,19 |
| Massimiliano Rosolino | Włochy             |                 | 3:40,19 |
|                       | Květoslav Svoboda  | Czechy          | 3:42,34 |
| 4                     | Serhij Fesenko     | Ukraina         | 3:43,98 |
| 5                     | Adam Faulkner      | Wielka Brytania | 3:44,76 |
| 6                     | Dimitrios Manganas | Grecja          | 3:44,79 |
| 7                     | Nikolaos Xylouris  | Grecja          | 3:46,06 |
| 8                     | Guy Noël Schmitt   | Francja         | 3:46,80 |

### 1500 m stylem dowolnym
| Medal | Zawodnik              | Państwo         | Czas     |
| ----- | --------------------- | --------------- | -------- |
|       | Jurij Priłukow        | Rosja           | 14:31,82 |
|       | Graeme Smith          | Wielka Brytania | 14:42,64 |
|       | Massimiliano Rosolino | Włochy          | 14:47,34 |
| 4     | Thomas Lurz           | Niemcy          | 14:47,54 |
| 5     | Guy Noël Schmitt      | Francja         | 14:50,70 |
| 6     | Bojan Zdešar          | Słowenia        | 14:51,86 |
| 7     | Christian Hein        | Niemcy          | 14:53,63 |
| 8     | Christian Minotti     | Włochy          | 14:55,98 |

### 50 m stylem grzbietowym
| Medal | Zawodniczka         | Państwo         | Czas  |
| ----- | ------------------- | --------------- | ----- |
|       | Thomas Rupprath     | Niemcy          | 23,71 |
|       | Wiaczesław Szyrszow | Ukraina         | 24,16 |
|       | Toni Helbig         | Niemcy          | 24,19 |
| 4     | Ante Mašković       | Chorwacja       | 24,25 |
| 5     | Darius Grigalionis  | Litwa           | 24,31 |
| 6     | Arkadij Wiatczanin  | Rosja           | 24,41 |
| 7     | Örn Arnarson        | Islandia        | 24,47 |
| 8     | Gregor Tait         | Wielka Brytania | 24,52 |

### 100 m stylem grzbietowym
| Medal | Zawodnik           | Państwo         | Czas  |
| ----- | ------------------ | --------------- | ----- |
|       | Thomas Rupprath    | Niemcy          | 50,72 |
|       | Örn Arnarson       | Islandia        | 51,74 |
|       | Steffen Driesen    | Niemcy          | 51,92 |
| 4     | Arkadij Wiatczanin | Rosja           | 52,00 |
| 5     | Markus Rogan       | Austria         | 52,39 |
| 5     | László Cseh        | Węgry           | 52,39 |
| 7     | Gregor Tait        | Wielka Brytania | 52,47 |
| 8     | Darius Grigalionis | Litwa           | 52,58 |

### 200 m stylem grzbietowym
| Medal | Zawodnik           | Państwo  | Czas    |
| ----- | ------------------ | -------- | ------- |
|       | Blaž Medvešek      | Słowenia | 1:52,60 |
|       | Steffen Driesen    | Niemcy   | 1:53,07 |
|       | Markus Rogan       | Austria  | 1:53,08 |
| 4     | Arkadij Wiatczanin | Rosja    | 1:53,17 |
| 5     | Örn Arnarson       | Islandia | 1:53,40 |
| 6     | László Cseh        | Węgry    | 1:53,42 |
| 7     | Jewgienij Aloszyn  | Rosja    | 1:53,87 |
| 8     | Razvan Florea      | Rumunia  | 1:54,06 |

### 50 m stylem klasycznym
| Medal | Zawodnik          | Państwo         | Czas  |
| ----- | ----------------- | --------------- | ----- |
|       | Ołeh Lisohor      | Ukraina         | 26,89 |
|       | Remo Lütolf       | Szwajcaria      | 27,02 |
|       | Mark Warnecke     | Niemcy          | 27,03 |
| 4     | Darren Mew        | Wielka Brytania | 27,04 |
| 5     | Christopher Cook  | Wielka Brytania | 27,07 |
| 6     | Stefan Nystrand   | Szwecja         | 27,14 |
| 7     | Matjaž Markič     | Słowenia        | 27,36 |
| 8     | Alessandro Terrin | Włochy          | 27,47 |

### 100 m stylem klasycznym
| Medal | Zawodnik           | Państwo         | Czas  |
| ----- | ------------------ | --------------- | ----- |
|       | James Gibson       | Wielka Brytania | 58,03 |
|       | Ołeh Lisohor       | Ukraina         | 58,42 |
|       | Darren Mew         | Wielka Brytania | 58,78 |
| 4     | Martin Gustavsson  | Szwecja         | 59,08 |
| 5     | Jens Kruppa        | Niemcy          | 59,71 |
| 6     | Emil Tahirovič     | Słowenia        | 59,75 |
| 7     | Dmitrij Komornikow | Rosja           | 59,78 |
| 8     | Hugues Duboscq     | Francja         | 59,83 |

### 200 m stylem klasycznym
| Medal | Zawodnik             | Państwo         | Czas    |
| ----- | -------------------- | --------------- | ------- |
|       | Ian Edmond           | Wielka Brytania | 2:05,63 |
|       | Andrew Bree          | Irlandia        | 2:08,02 |
|       | Thijs van Valkengoed | Holandia        | 2:08,30 |
| 4     | James Gibson         | Wielka Brytania | 2:08,38 |
| 5     | Andrej Iwanow        | Rosja           | 2:08,50 |
| 6     | Dmitrij Komornikow   | Rosja           | 2:08,61 |
| 7     | Mihaił Aleksandrow   | Bułgaria        | 2:09,37 |
| 8     | Hugues Duboscq       | Francja         | 2:09,83 |

### 50 m stylem motylkowym
| Medal | Zawodnik         | Państwo         | Czas  |
| ----- | ---------------- | --------------- | ----- |
|       | Mark Foster      | Wielka Brytania | 23,22 |
|       | Alexei Puninski  | Chorwacja       | 23,40 |
|       | Andrij Serdinow  | Ukraina         | 23,44 |
| 4     | Todd Cooper      | Wielka Brytania | 23,49 |
| 5     | Fabian Friedrich | Niemcy          | 23,50 |
| 6     | Nikołaj Skworcow | Rosja           | 23,62 |
| 7     | Joris Keizer     | Holandia        | 23,66 |
| 8     | Jere Hård        | Finlandia       | 23,67 |

### 100 m stylem motylkowym
| Medal | Zawodnik              | Państwo         | Czas  |
| ----- | --------------------- | --------------- | ----- |
|       | Milorad Čavić         | Serbia          | 50,02 |
|       | Thomas Rupprath       | Niemcy          | 50,43 |
|       | Andrij Serdinow       | Ukraina         | 50,88 |
| 4     | Nikołaj Skworcow      | Rosja           | 51,22 |
| 5     | Joris Keizer          | Holandia        | 52,03 |
| 6     | Jewgienij Korotyszkin | Rosja           | 52,05 |
| 7     | Mattia Nalesso        | Włochy          | 52,22 |
| 8     | Todd Cooper           | Wielka Brytania | 52,44 |

### 200 m stylem motylkowym
| Medal | Zawodnik           | Państwo         | Czas    |
| ----- | ------------------ | --------------- | ------- |
|       | Franck Esposito    | Francja         | 1:51,98 |
|       | Stephen Parry      | Wielka Brytania | 1:53,01 |
|       | Paweł Korzeniowski | Polska          | 1:53,68 |
| 4     | Nikołaj Skworcow   | Rosja           | 1:53,72 |
| 5     | Ioan Gherghel      | Rumunia         | 1:54,08 |
| 6     | Anatolij Polakow   | Rosja           | 1:54,19 |
| 7     | Tero Välimaa       | Finlandia       | 1:55,17 |
| 8     | Serhij Adwena      | Ukraina         | 1:56,55 |

### 100 m stylem zmiennym
| Medal | Zawodnik          | Państwo   | Czas  |
| ----- | ----------------- | --------- | ----- |
|       | Peter Mankoč      | Słowenia  | 53,35 |
|       | Jani Sievinen     | Finlandia | 53,35 |
|       | Marco de Carli    | Niemcy    | 54,06 |
| 4     | Dzianis Silkou    | Białoruś  | 54,39 |
| 5     | Aleksiej Zacepin  | Rosja     | 54,99 |
| 5     | Brenton Cabello   | Hiszpania | 54,99 |
| 7     | Jakob Andersen    | Dania     | 55,11 |
| 8     | Alexander Hetland | Norwegia  | 55,17 |

### 200 m stylem zmiennym
| Medal | Zawodnik              | Państwo   | Czas    |
| ----- | --------------------- | --------- | ------- |
|       | Jani Sievinen         | Finlandia | 1:55,40 |
|       | Massimiliano Rosolino | Włochy    | 1:56,70 |
|       | Peter Mankoč          | Słowenia  | 1:57,03 |
| 4     | Christian Keller      | Niemcy    | 1:57,65 |
| 5     | Tamás Kerekjarto      | Węgry     | 1:57,68 |
| 6     | Krešimir Čač          | Chorwacja | 1:57,74 |
| 7     | Alessio Boggiatto     | Włochy    | 1:58,13 |
| 8     | Andrew Bree           | Irlandia  | 2:03,06 |

### 400 m stylem zmiennym
| Medal | Zawodnik              | Państwo         | Czas    |
| ----- | --------------------- | --------------- | ------- |
|       | László Cseh           | Węgry           | 4:04,10 |
|       | Robin Francis         | Wielka Brytania | 4:05,20 |
|       | Massimiliano Rosolino | Włochy          | 4:06,59 |
| 4     | Alessio Boggiatto     | Włochy          | 4:07,50 |
| 5     | Igor Berecuckij       | Rosja           | 4:08,20 |
| 6     | Aleksiej Kowriczin    | Rosja           | 4:09,20 |
| 7     | Tamás Kerekjarto      | Węgry           | 4:09,63 |
| 8     | Łukasz Wójt           | Polska          | 4:11,15 |

### 4×50 m stylem dowolnym (sztafeta)
| Medal | Zawodnik                                                           | Państwo         | Czas    |
| ----- | ------------------------------------------------------------------ | --------------- | ------- |
|       | Mark Veens Johan Kenkhuis Gijs Damen Pieter van den Hoogenband     | Holandia        | 1:25,55 |
|       | Carsten Dehmlow Benjamin Friedrich Fabian Friedrich Jens Schreiber | Niemcy          | 1:26,26 |
|       | Wiaczesław Szyrszow Jurij Jehoszyn Ołeh Lisohor Ołeksandr Wołyniec | Ukraina         | 1,26,30 |
| 4     | David Nordenlilja Stefan Nystrand Marcus Piehl Erik Dorch          | Szwecja         | 1:26,40 |
| 5     | Chris Cozens Matthew Kidd Alexander Scotcher Mark Foster           | Wielka Brytania | 1:26,42 |
| 6     | Dienis Pimankow Andriej Kaprałow Dmitrij Taliepow Iwan Usow        | Rosja           | 1:26,45 |
| 7     | Jani Sievinen Jere Hård Matti Rajakyla Manu Mantymaki              | Finlandia       | 1:26,68 |
| 8     | Julien Sicot Romain Barnier Alain Bernard David Maitre             | Francja         | 1:27,09 |

### 4×50 m stylem zmiennym (sztafeta)
| Medal | Zawodnik                                                                  | Państwo         | Czas    |
| ----- | ------------------------------------------------------------------------- | --------------- | ------- |
|       | Thomas Rupprath Mark Warnecke Fabian Friedrich Carsten Dehmlow            | Niemcy          | 1:34,46 |
|       | Jens Petersson Martin Gustavsson Björn Lundin Stefan Nystrand             | Szwecja         | 1:36,28 |
|       | Flori Lang Remo Lütolf Lorenz Liechti Karel Novy                          | Szwajcaria      | 1:36,65 |
| 4     | Mitja Zastrow Thijs van Valkengoed Joris Keizer Pieter van den Hoogenband | Holandia        | 1:37,06 |
| 5     | Tero Raty Jani Sievinen Jere Hård Manu Mantymaki                          | Finlandia       | 1:37,10 |
| 6     | Ante Mašković Vanja Rogulj Alexei Puninski Aleš Volčanšek                 | Chorwacja       | 1:37,14 |
| 7     | Matthew Clay Darren Mew Mark Foster Chris Cozens                          | Wielka Brytania | 1:37,27 |
| 8     | Petter Sjödal Morten Nystram Alexander Hetland Alexander Dale Oen         | Norwegia        | 1:37,92 |

## Rezultaty kobiet

### 50 m stylem dowolnym
| Medal | Zawodniczka           | Państwo         | Czas  |
| ----- | --------------------- | --------------- | ----- |
|       | Marleen Veldhuis      | Holandia        | 24,39 |
|       | Alison Sheppard       | Wielka Brytania | 24,48 |
|       | Malia Metella         | Francja         | 24,54 |
| 4     | Sandra Völker         | Niemcy          | 24,60 |
| 5     | Hanna-Maria Seppälä   | Finlandia       | 24,79 |
| 6     | Judith Draxler        | Austria         | 24,81 |
| 7     | Hinkelien Schreuder   | Holandia        | 24,92 |
| 8     | Nery-Madey Niangkoura | Grecja          | 24,97 |

### 100 m stylem dowolnym
| Medal | Zawodniczka         | Państwo   | Czas  |
| ----- | ------------------- | --------- | ----- |
|       | Malia Metella       | Francja   | 53,15 |
|       | Marleen Veldhuis    | Holandia  | 53,42 |
|       | Hanna-Maria Seppälä | Finlandia | 53,46 |
| 4     | Josefin Lillhage    | Szwecja   | 53,62 |
| 5     | Jelena Popczienko   | Białoruś  | 53,67 |
| 6     | Johanna Sjöberg     | Szwecja   | 53,79 |
| 7     | Sandra Völker       | Niemcy    | 53,80 |
| 8     | Jana Mysková        | Czechy    | 54,16 |

### 200 m stylem dowolnym
| Medal | Zawodnik          | Państwo         | Czas    |
| ----- | ----------------- | --------------- | ------- |
|       | Melanie Marshall  | Wielka Brytania | 1:55,10 |
|       | Josefin Lillhage  | Szwecja         | 1:55,57 |
|       | Jelena Popczienko | Białoruś        | 1:55,66 |
| 4     | Britta Steffen    | Niemcy          | 1:56,59 |
| 5     | Alessa Ries       | Niemcy          | 1:57,05 |
| 6     | Marleen Veldhuis  | Holandia        | 1:57,11 |
| 7     | Jana Mysková      | Czechy          | 1:57,84 |
| 8     | Paulina Barzycka  | Polska          | 1:57,99 |

### 400 m stylem dowolnym
| Medal | Zawodniczka       | Państwo         | Czas    |
| ----- | ----------------- | --------------- | ------- |
|       | Joanne Jackson    | Wielka Brytania | 4:04,00 |
|       | Rebecca Cooke     | Wielka Brytania | 4:04,80 |
|       | Melissa Caballero | Hiszpania       | 4:05,00 |
|       | Regina Sycz       | Rosja           | 4:05,00 |
| 5     | Éva Risztov       | Węgry           | 4:05,13 |
| 6     | Josefin Lillhage  | Szwecja         | 4:07,68 |
| 7     | Darja Parszyna    | Rosja           | 4:08,09 |
| 8     | Alessa Ries       | Niemcy          | 4:08,92 |

### 800 m stylem dowolnym
| Medal | Zawodniczka       | Państwo         | Czas    |
| ----- | ----------------- | --------------- | ------- |
|       | Erika Villaecija  | Hiszpania       | 8:18,65 |
|       | Rebecca Cooke     | Wielka Brytania | 8:22,05 |
|       | Éva Risztov       | Węgry           | 8:23,94 |
| 4     | Melissa Caballero | Hiszpania       | 8:25,04 |
| 5     | Regina Sycz       | Rosja           | 8:26,36 |
| 6     | Hannah Stockbauer | Niemcy          | 8:28,93 |
| 7     | Polina Szornikowa | Rosja           | 8:37,73 |
| 8     | Angelika Oleksy   | Polska          | 8:38,02 |

### 50 m stylem grzbietowym
| Medal | Zawodniczka        | Państwo         | Czas  |
| ----- | ------------------ | --------------- | ----- |
|       | Ilona Hlaváčková   | Czechy          | 27,48 |
|       | Antje Buschschulte | Niemcy          | 27,54 |
|       | Louise Ørnstedt    | Dania           | 27,56 |
| 4     | Janine Pietsch     | Niemcy          | 27,76 |
| 5     | Sanja Jovanović    | Chorwacja       | 27,99 |
| 6     | Sarah Price        | Wielka Brytania | 28,38 |
| 7     | Alessandra Cappa   | Włochy          | 28,55 |
| 8     | Carla Stampfli     | Szwajcaria      | 28,68 |

### 100 m stylem grzbietowym
| Medal | Zawodniczka         | Państwo         | Czas  |
| ----- | ------------------- | --------------- | ----- |
|       | Antje Buschschulte  | Niemcy          | 58,40 |
|       | Ilona Hlaváčková    | Czechy          | 58,72 |
|       | Laure Manaudou      | Francja         | 58,99 |
| 4     | Sarah Price         | Wielka Brytania | 59,19 |
| 5     | Stanisława Komarowa | Rosja           | 59,23 |
| 6     | Louise Ornstedt     | Dania           | 59,24 |
| 7     | Iryna Amszennikowa  | Ukraina         | 59,28 |
| 8     | Janine Pietsch      | Niemcy          | 59,45 |

### 200 m stylem grzbietowym
| Medal | Zawodniczka         | Państwo         | Czas    |
| ----- | ------------------- | --------------- | ------- |
|       | Antje Buschschulte  | Niemcy          | 2:04,23 |
|       | Stanisława Komarowa | Rosja           | 2:05,42 |
|       | Iryna Amszennikowa  | Ukraina         | 2:06,51 |
| 4     | Sarah Price         | Wielka Brytania | 2:06,95 |
| 5     | Alenka Kejžar       | Słowenia        | 2:08,01 |
| 6     | Annika Liebs        | Niemcy          | 2:09,16 |
| 7     | Nikolett Szepesi    | Węgry           | 2:09,62 |
| 8     | Esther Baron        | Francja         | 2:10,51 |

### 50 m stylem klasycznym
| Medal | Zawodniczka       | Państwo         | Czas  |
| ----- | ----------------- | --------------- | ----- |
|       | Sarah Poewe       | Niemcy          | 30,40 |
|       | Emma Igelström    | Szwecja         | 30,59 |
|       | Jelena Bogonazowa | Rosja           | 30,99 |
| 4     | Kerstin Vogel     | Niemcy          | 31,07 |
| 5     | Moniek Nijhuis    | Holandia        | 31,28 |
| 6     | Rachel Genner     | Wielka Brytania | 31,29 |
| 7     | Majken Thorup     | Dania           | 31,44 |
| 8     | Jane Trepp        | Estonia         | 31,45 |

### 100 m stylem klasycznym
| Medal | Zawodniczka       | Państwo         | Czas    |
| ----- | ----------------- | --------------- | ------- |
|       | Sarah Poewe       | Niemcy          | 1:06,31 |
|       | Jelena Bogomazowa | Rosja           | 1:06,63 |
|       | Mirna Jukic       | Austria         | 1:06,68 |
| 4     | Emma Igelström    | Szwecja         | 1:06,72 |
| 5     | Rachel Genner     | Wielka Brytania | 1:07,14 |
| 6     | Simone Weiler     | Niemcy          | 1:07,33 |
| 7     | Majken Thorup     | Dania           | 1:07,56 |
| 8     | Kirsty Balfour    | Wielka Brytania | 1:07,61 |

### 200 m stylem klasycznym
| Medal | Zawodniczka            | Państwo         | Czas    |
| ----- | ---------------------- | --------------- | ------- |
|       | Mirna Jukic            | Austria         | 2:21,09 |
|       | Anne Poleska           | Niemcy          | 2:21,93 |
|       | Simone Weiler          | Niemcy          | 2:22,64 |
| 4     | Kirsty Balfour         | Wielka Brytania | 2:24,03 |
| 5     | Natalia Hissamutdinova | Estonia         | 2:25,54 |
| 6     | Smiljana Marinović     | Chorwacja       | 2:26,66 |
| 7     | Chiara Boggiatto       | Włochy          | 2:27,29 |
| 8     | Diana Remenyi          | Węgry           | 2:27,31 |

### 50 m stylem motylkowym
| Medal | Zawodniczka           | Państwo  | Czas  |
| ----- | --------------------- | -------- | ----- |
|       | Anna-Karin Kammerling | Szwecja  | 25,91 |
|       | Martina Moravcová     | Słowacja | 26,25 |
|       | Fabienne Nadarajah    | Austria  | 26,44 |
| 4     | Jeanette Ottesen      | Dania    | 26,57 |
| 5     | Hinkelien Schreuder   | Holandia | 26,62 |
| 6     | Chantal Groot         | Holandia | 26,69 |
| 7     | Johanna Sjöberg       | Szwecja  | 26,73 |
| 8     | Tine Bossuyt          | Belgia   | 26,93 |

### 100 m stylem motylkowym
| Medal | Zawodniczka          | Państwo  | Czas  |
| ----- | -------------------- | -------- | ----- |
|       | Martina Moravcová    | Słowacja | 57,25 |
|       | Johanna Sjöberg      | Szwecja  | 58,23 |
|       | Jelena Popczienko    | Białoruś | 58,26 |
| 4     | Malia Metella        | Francja  | 58,42 |
| 5     | Otylia Jędrzejczak   | Polska   | 58,75 |
| 6     | Chantal Groot        | Holandia | 59,28 |
| 7     | Aleksandra Urbańczyk | Polska   | 59,34 |
| 8     | Inge Dekker          | Holandia | 59,50 |

### 200 m stylem motylkowym
| Medal | Zawodniczka        | Państwo   | Czas    |
| ----- | ------------------ | --------- | ------- |
|       | Éva Risztov        | Węgry     | 2:06,72 |
|       | Francesca Segat    | Włochy    | 2:07,12 |
|       | Mette Jacobsen     | Dania     | 2:07,55 |
| 4     | Otylia Jędrzejczak | Polska    | 2:07,81 |
| 5     | Paola Cavallino    | Włochy    | 2:08,63 |
| 6     | María Peláez       | Hiszpania | 2:09,41 |
| 7     | Beatrix Boulsevicz | Węgry     | 2:10,31 |
| 8     | Roser Vives        | Hiszpania | 2:10,42 |

### 100 m stylem zmiennym
| Medal | Zawodniczka         | Państwo         | Czas    |
| ----- | ------------------- | --------------- | ------- |
|       | Alison Sheppard     | Wielka Brytania | 1:01,19 |
|       | Alenka Kejžar       | Słowenia        | 1:01,29 |
|       | Hanna Szczerba      | Białoruś        | 1:01,40 |
| 4     | Sara Parise         | Włochy          | 1:01,61 |
| 5     | Hanna Eriksson      | Szwecja         | 1:02,03 |
| 6     | Tatiana Rouba       | Hiszpania       | 1:02,57 |
| 7     | Jane Trepp          | Estonia         | 1:02,90 |
| 8     | Julie Hjørth-Hansen | Dania           | 1:03,00 |

### 200 m stylem zmiennym
| Medal | Zawodniczka          | Państwo   | Czas    |
| ----- | -------------------- | --------- | ------- |
|       | Alenka Kejžar        | Słowenia  | 2:09,32 |
|       | Hanna Szczerba       | Białoruś  | 2:11,00 |
|       | Teresa Rohmann       | Niemcy    | 2:11,44 |
| 4     | Aleksandra Urbańczyk | Polska    | 2:11,56 |
| 5     | Julie Hjørth-Hansen  | Dania     | 2:11,76 |
| 6     | Anja Klinar          | Słowenia  | 2:12,76 |
| 7     | Jana Tołkaczewa      | Rosja     | 2:13,46 |
| 8     | Tatiana Rouba        | Hiszpania | 2:14,41 |

### 400 m stylem zmiennym
| Medal | Zawodniczka           | Państwo            | Czas    |
| ----- | --------------------- | ------------------ | ------- |
|       | Éva Risztov           | Węgry              | 4:33,57 |
|       | Jana Tołkaczewa       | Rosja              | 4:35,28 |
|       | Teresa Rohmann        | Niemcy             | 4:35,47 |
| 4     | Anja Klinar           | Słowenia           | 4:35,81 |
| 5     | Vasiliki Angelopoulou | Grecja             | 4:41,30 |
| 6     | Rebecca Cooke         | Wielka Brytania    | 4:42,45 |
| 7     | Mirjana Boševska      | Macedonia Północna | 4:42,67 |
| 8     | Roser Vives           | Hiszpania          | 4:42,92 |

## Tabela medalowa
| Medal | Państwo         | Złoto | Srebro | Brąz | Razem |
| ----- | --------------- | ----- | ------ | ---- | ----- |
| 1.    | Niemcy          | 7     | 6      | 8    | 21    |
| 2.    | Wielka Brytania | 7     | 6      | 1    | 14    |
| 3.    | Holandia        | 5     | 1      | 2    | 8     |
| 4.    | Słowenia        | 3     | 1      | 1    | 5     |
| 5.    | Węgry           | 3     | 0      | 1    | 4     |
| 6.    | Szwecja         | 2     | 5      | 0    | 7     |
| 7.    | Rosja           | 2     | 3      | 2    | 7     |
| 8.    | Francja         | 2     | 0      | 2    | 4     |
| 9.    | Finlandia       | 2     | 0      | 1    | 3     |
| 10.   | Włochy          | 1     | 3      | 3    | 7     |
| 11.   | Ukraina         | 1     | 2      | 4    | 7     |
| 12.   | Czechy          | 1     | 2      | 1    | 4     |
| 13.   | Serbia          | 1     | 1      | 0    | 2     |
| –     | Słowacja        | 1     | 1      | 0    | 2     |
| 15.   | Austria         | 1     | 0      | 3    | 4     |
| 16.   | Hiszpania       | 1     | 0      | 1    | 2     |
| 17.   | Białoruś        | 0     | 1      | 3    | 4     |
| 18.   | Szwajcaria      | 0     | 1      | 1    | 2     |
| 19.   | Chorwacja       | 0     | 1      | 0    | 1     |
| –     | Islandia        | 0     | 1      | 0    | 1     |
| –     | Irlandia        | 0     | 1      | 0    | 1     |
| 22.   | Dania           | 0     | 0      | 2    | 2     |
| –     | Polska          | 0     | 0      | 2    | 2     |
| 24.   | Litwa           | 0     | 0      | 1    | 1     |
|       | Razem           | 38    | 38     | 38   | 114   |